# Chandrashekhar Khare
Chandrashekhar B. Khare (Mumbai, 1967) è un matematico indiano, professore di matematica presso l'Università della California di Los Angeles e conosciuto per i contributi nel campo delle rappresentazioni di Galois e della teoria dei numeri, dove ha dimostrato, con Jean-Pierre Wintenberger, la congettura di Serre.

## Biografia
Nato e cresciuto a Mumbai, in India, ha completato la sua formazione universitaria presso il Trinity College di Cambridge, laureandosi nel 1989. Quindi ha conseguito il dottorato nel 1995 sotto la supervisione di Haruzo Hida presso il California Institute of Technology. La sua tesi di dottorato sulle forme dei moduli (Congruenze tra le forme delle cuspidi) è stata pubblicata sul Duke Mathematical Journal, risolvendo un problema aperto da tempo: ha dimostrato la congettura di Serre, inizialmente per un caso speciale ("stadio 1") dopo aver elaborato insieme al matematico francese Jean-Pierre Wintenberger (Università di Strasburgo) la strategia generale per dimostrare le congetture. Khare e Wintenberger hanno scritto due libri su questo tema. 
Le congetture proposte da Jean-Pierre Serre nel 1972, che mettono in relazione le rappresentazioni bidimensionali del gruppo assoluto di campi numerici di Galois con le funzioni di modulo, giocano un ruolo importante nella teoria dei numeri e specialmente nel programma di Langlands, e tra le altre cose (come ha riconosciuto Serre) portano alla congettura di Fermat attraverso il teorema di modularità dimostrato da Andrew Wiles e Richard Taylor. La dimostrazione della congettura, che si basa anche sui metodi di Wiles e Taylor, fu una sorpresa, poiché la congettura era considerata dalla maggior parte dei matematici al di là della portata dei metodi attuali.
Khare ha trascorso nove anni presso il Tata Institute of Fundamental Research, dove è diventato Fellow nel 1996 e Professore associato nel 2001. Allo stesso tempo, è stato professore associato presso l'Università dello Utah dal 2001, dove si è trasferito completamente nel 2004. Dal 2007 è stato professore presso l'Università della California, Los Angeles (UCLA). Quello stesso anno Khare ha ottenuto la residenza permanente negli Stati Uniti.
Nel 2010/11 è stato presso l'Institute for Advanced Study.
Nel 1999 è stato nominato Scienziato dell'anno dall'Accademia indiana delle scienze. Nel 2007 ha ricevuto il Premio Fermat e nel 2011 il Premio Cole in Teoria dei Numeri con Wintenberger. Nel 2008 è stato membro del Guggenheim. Nel 2010 è stato relatore invitato con Jean-Pierre Wintenberger al Congresso Internazionale dei Matematici di Hyderabad (Congettura di modularità di Serre). Nel 2010 ha ricevuto l'Infosys Award e nel 2011 ha ricevuto un Humboldt Research Award. Nel 2012 è diventato membro della Royal Society. È membro dell'American Mathematical Society (2012, cioè al primo anno, classe inaugurale). Nel 2021 è diventato Simons Fellow.
Dal 2015 fa parte della giuria del Premio Infosys per le Scienze Matematiche e dal 2020 ricopre il ruolo di Presidente della Giuria.

## Opere
- Serre´s modularity conjecture: the level 1 case, Duke Math.Journal, volume 134, p.557–589, 2006
- (con Wintenberger) Serre’s modularity conjecture, volumi 1 e 2, Inventiones Mathematicae, 2009
- (con Wintenberger) On Serre's conjecture for 2-dimensional mod p representations of {\displaystyle Gal({\bar {\mathbb {Q} }}/\mathbb {Q} )}, Annals of Mathematics, volume 169, p.229–253, 2009[10]

## Riconoscimenti
- 1999 - INSA Young Scientist Award[11]
- 2007 - Premio Fermat
- 2010 - Infosys Prize[12]
- 2011 - Premio Cole[13]
- 2011 - Humboldt Research Award